# Santé
Santé è un singolo del cantante belga Stromae, pubblicato il 15 ottobre 2021 come primo estratto dal terzo album in studio Multitude.

## Descrizione
Il brano, appartenente al genere della cumbia e dell'electro, è un tributo ai lavoratori ed un invito ad alzare calici per brindare alle persone che non sono mai festeggiate.

## Video musicale
Il video musicale è stato diretto dal fratello dell'artista, Luc Van Haver, assieme a Jaroslav Moravec.

## Tracce
Testi e musiche di Paul Van Haver, Juanpaio Toch e Moon Willis.
1. Santé – 3:10

## Classifiche

### Classifiche settimanali
| Classifica (2021-22) | Posizione massima |
| -------------------- | ----------------- |
| Belgio (Fiandre)     | 2                 |
| Belgio (Vallonia)    | 1                 |
| Canada               | 87                |
| Croazia              | 73                |
| Francia              | 3                 |
| Lussemburgo          | 14                |
| Paesi Bassi          | 22                |
| Svizzera             | 7                 |

### Classifiche di fine anno
| Classifica (2021) | Posizione |
| ----------------- | --------- |
| Belgio (Vallonia) | 59        |
| Classifica (2022) | Posizione |
| Belgio (Fiandre)  | 95        |
| Belgio (Vallonia) | 29        |
| Francia           | 96        |
| Svizzera          | 98        |